# كريس مكارثي
كريس مكارثي (بالإنجليزية: Chris McCarthy)‏ هو منافس ألعاب قوى أمريكي، ولد في 21 يونيو 1931 في ورسستر في الولايات المتحدة، وتوفي في 22 أبريل 2009 في شيكاغو في الولايات المتحدة.

## وصلات خارجية
- كريس مكارثي على موقع أوليمبيديا (الإنجليزية)